# Walther P88
Walther P88 je polavtomatska pištola, ki jo je med letoma 1988 in 1996 izdelovalo nemško orožarsko podjetje Carl Walther Sportwaffen GmbH.
Ime je pištola dobila po letu izdelave, bila pa je namenjena uporabi v oboroženih silah in varnostnih organih Nemčije. Osnovna ideja je bila izdelati orožje z dvorednimi okvirji velike kapacitete v standardnem kalibru 9 mm. Hkrati je bila ta pištole ena prvih na svetu, ki je bila namenjena tako levičarjem kot desničarjem, saj je imela vzvod za varno spuščanje kladivca na obeh straneh ogrodja, gumb za izmet praznega okvirja pa je bilo mogoče namestiti na katero koli stran ročaja. P88 se od prejšnjih pištol podjetja Walther loči po spremenjenem sistemu zaklepanja cevi. Pištola napreč uporablja modificiran browningov princip kratkega trzanja cevi, pri katerem cev v povratnem hodu ustavi en sam čep nameščen na spodnji del ležišča naboja, ki cev zaklene v prostoru za izmet praznih tulcev (podobno kot pri pištolah Glock). Pištole je bila v celoti izdelana iz jekla, kar je pomenilo, da je bila cena za to orožje dokaj visoka. Slednje je tudi vodilo v nizko prodajo in posledično ukinitev proizvodnje v letu 1996.
Sprožilec P88 je deloval v načinu SA/DA, posebnost te pištole pa je tudi v tem, da je vodilo povratne vzmeti pritrjeno na ogrodje pištole.

## Modeli
Poleg standardnega modela P88 je podjetje izdelovalo še dva modela:
- Walther P88 Compact - kompaktna pištola kalibra 9 mm namenjena prikritemu nošenju. Pri tem modelu je bil vzvod za varno spuščanje kladivca zamenjan s klasično varovalko, nameščeno na obe strani zadnjega dela zaklepišča. Ta model je imel kapaciteto okvirja omejeno na 14 nabojev.
- Walther P88 Competition - različica izdelana za tekmovanje z malokalibrskim orožjem, izdelana v kalibru .22 LR. Ta model je imel klasične odprte tritočkovne merke, nastavljive po vseh smereh.